# FIRA Trophy 1976-77
El FIRA Trophy de la temporada  1976-77  fue la 4° edición con esta denominación y la 17° temporada del segundo torneo en importancia de rugby en Europa, luego del Torneo de las Seis Naciones.
La principal novedad a diferencia de ediciones anteriores, es que en esta temporada se disputó por primera vez la tercera categoría de la competición.

## FIRA Trophy
| Lugar | Selección | Partidos | Partidos | Partidos  | Partidos | Puntos  | Puntos    | Puntos | Tabla de puntos |
| Lugar | Selección | Jugados  | Ganados  | Empatados | Perdidos | A favor | En contra | dif.   | Tabla de puntos |
| ----- | --------- | -------- | -------- | --------- | -------- | ------- | --------- | ------ | --------------- |
| 1     | Rumania   | 5        | 5        | 0         | 0        | 233     | 31        | +202   | 15              |
| 2     | Francia   | 5        | 4        | 0         | 1        | 145     | 48        | + 97   | 13              |
| 3     | España    | 5        | 2        | 0         | 3        | 68      | 73        | -5     | 9               |
| 4     | Italia    | 5        | 2        | 0         | 3        | 58      | 96        | -38    | 9               |
| 5     | Polonia   | 5        | 1        | 0         | 4        | 36      | 111       | -75    | 7               |
| 6     | Marruecos | 5        | 1        | 0         | 4        | 20      | 201       | -181   | 7               |

| Bandera de Rumania |
| Campeón Rumania    |
| Tercer título      |

## Segunda División
| Lugar | Selección       | Partidos | Partidos | Partidos  | Partidos | Puntos  | Puntos    | Puntos | Tabla de puntos |
| Lugar | Selección       | Jugados  | Ganados  | Empatados | Perdidos | A favor | En contra | dif.   | Tabla de puntos |
| ----- | --------------- | -------- | -------- | --------- | -------- | ------- | --------- | ------ | --------------- |
| 1     | Checoslovaquia  | 4        | 4        | 0         | 0        | 90      | 31        | +59    | 12              |
| 2     | Unión Soviética | 4        | 3        | 0         | 1        | 106     | 25        | +81    | 10              |
| 2     | RFA             | 4        | 1        | 1         | 2        | 67      | 66        | + 1    | 7               |
| 4     | Suecia          | 4        | 0        | 0         | 4        | 24      | 188       | -164   | 4               |
| 5     | Países Bajos    | 4        | 1        | 1         | 2        | 54      | 31        | 23     | 6               |

| Bandera de Checoslovaquia |
| Campeón Checoslovaquia    |
| Tercer título             |

## Tercera División
| Lugar | Selección  | Partidos | Partidos | Partidos  | Partidos | Puntos  | Puntos    | Puntos | Tabla de puntos |
| Lugar | Selección  | Jugados  | Ganados  | Empatados | Perdidos | A favor | En contra | dif.   | Tabla de puntos |
| ----- | ---------- | -------- | -------- | --------- | -------- | ------- | --------- | ------ | --------------- |
| 1     | Bélgica    | 3        | 3        | 0         | 0        | 57      | 25        | +32    | 9               |
| 2     | Yugoslavia | 2        | 1        | 0         | 1        | 24      | 14        | +10    | 4               |
| 3     | Suiza      | 3        | 1        | 0         | 2        | 29      | 47        | -18    | 4               |
| 4     | Luxemburgo | 2        | 0        | 0         | 2        | 7       | 31        | -24    | 2               |

| Bandera de Bélgica |
| Campeón Bélgica    |
| Primer título      |